# Landgericht Hersbruck

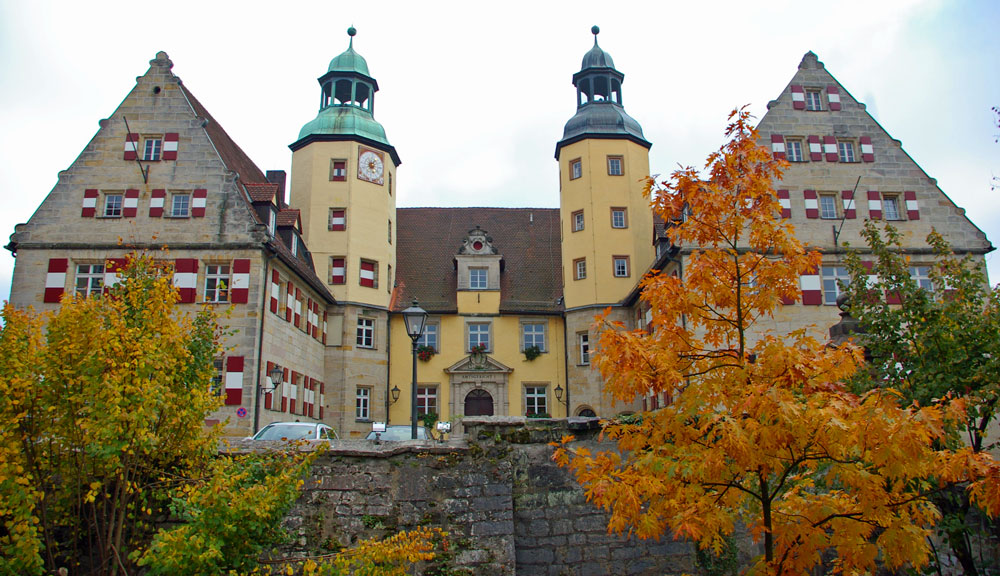
Schloss Hersbruck, Sitz des Landgerichts

Das Landgericht Hersbruck war ein von 1808 bis 1879 bestehendes bayerisches Landgericht älterer Ordnung mit Sitz in Hersbruck im heutigen Landkreis Nürnberger Land. Der Amtssitz des Landgerichts war im Schloss Hersbruck.

## Geschichte
Das Pflegamt Hersbruck war eines der zeitweise mehr als ein Dutzend Pflegämter umfassenden Gebiete, mit denen die Reichsstadt Nürnberg die Verwaltung ihres Territorialbesitzes organisiert hatte. 1806 kam es zum Übergang an Bayern. 1808 wurde im Verlauf der Verwaltungsneugliederung Bayerns dann das Landgericht Hersbruck errichtet. Dieses wurde dem Pegnitzkreis zugeschlagen. Mit dessen Auflösung im Jahr 1810 kam es an den Rezatkreis.
1818 gab es im Landgericht Hersbruck 11730 Einwohner, die sich auf 2616 Familien verteilten und in 1845 Anwesen wohnten.
1840 hatte das Landgericht Hersbruck eine Fläche von 4 Quadratmeilen (≈224 km²) und 14149 Einwohner, wovon 154 Katholiken, 13995 Protestanten waren. Es gab 94 Ortschaften (2 Städte, 12 Pfarrdörfer, 4 Kirchdörfer, 25 Dörfer, 38 Weiler und 13 Einöden) und 31 Gemeinden (1 Magistrat 3. Klasse, 1 Stadtgemeinde und 29 Landgemeinden).
Das Amtsgericht Hersbruck wurde mit dem Gerichtsverfassungsgesetz im Jahr 1879 aus diesem Landgericht älterer Ordnung gebildet.

## Lage
Das Landgericht Hersbruck grenzte im Westen an das Landgericht Lauf, im Süden an das Landgericht Altdorf, im Norden an das Landgericht Pegnitz und im Osten an die Oberpfalz.

## Struktur

### Steuerdistrikte
Das Landgericht wurde in 18 Steuerdistrikte aufgeteilt, die vom Rentamt Hersbruck verwaltet wurden:
- Altensittenbach mit Hagenmühle und Kühnhofen;
- Eschenbach mit Alfalter, Düsselbach, Fischbrunn und Hubmersberg;
- Förrenbach mit Lieritzhofen, Molsberg, Mosenhof, Reicheneck, Schupf und Waller;
- Happurg mit Deckersberg, Ellenbach, Kainsbach, Leutenbach und Reckenberg;
- Henfenfeld mit Krönhof, Sendelbach und Weiher;
- Hersbruck;
- Hohenstadt mit Höfen, Oberviehberg und Unterviehberg;
- Hohenstein mit Algersdorf, Menschhof, Obermühle, Steinensittenbach und Wallsdorf;
- Kirchensittenbach mit Aspertshofen, Dietershofen und Stöppach;
- Oberartelshofen mit Enzendorf, Griesmühle, Harnbach, Rupprechtstegen, Unterartelshofen und Vorra;
- Oberkrumbach mit Hopfengartenmühle, Kleedorf, Morsbrunn und Unterkrumbach;
- Pollanden mit Gotzenberg, See, Seiboldstetten und Wettersberg;
- Pommelsbrunn mit Appelsberg, Hartmannshof, Hegendorf, Heuchling, Hunas, Kieselmühle und Weidenmühle;
- Reichenschwand mit Leuzenberg und Oberndorf;
- Thalheim mit Aicha, Arzlohe, Claramühle, Mittelburg, Regelsmühle und Stallbaum;
- Treuf mit Gerhelm, Henneberg, Immendorf, Kreppling, Münzinghof, Raitenberg, Siglitzberg und Siglitzhof;
- Velden mit Lungsdorf, Pfaffenhofen und Viehhofen;
- Wüllersdorf mit Guntersrieth, Heldmannsberg und Waizenfeld.

### Ruralgemeinden
1820 gehörten 1 Munizipalgemeinden und 37 Ruralgemeinden zum Landgericht:
- Alfalter mit Düsselbach;
- Algersdorf mit Dietershofen, Obermühle und Steinensittenbach;
- Altensittenbach mit Hagenmühle und Kühnhofen;
- Artelshofen mit Oberartelshofen und Unterartelshofen;
- Arzlohe mit Guntersrieth, Mittelburg, Stallbaum und Waizenfeld;
- Aspertshofen;
- Ellenbach mit Leutenbach und Weiher;
- Enzendorf mit Griesmühle, Harnbach und Siglitzberg;
- Eschenbach;
- Förrenbach mit Aicha, Molsberg und See;
- Happurg mit Deckersberg und Reckenberg;
- Hartmannshof mit Hunas;
- Heldmannsberg mit Claramühle, Regelsmühle und Wüllersdorf;
- Henfenfeld;
- Hersbruck;
- Hohenstadt mit Höfen, Oberviehberg und Unterviehberg;
- Hohenstein;
- Hubmersberg mit Fischbrunn, Hegendorf und Heuchling;
- Kainsbach mit Mosenhof, Reicheneck und Schupf;
- Kirchensittenbach;
- Kleedorf mit Hopfengartenmühle;
- Morsbrunn;
- Oberkrumbach;
- Pollanden mit Gotzenberg, Lieritzhofen, Seiboldstetten, Waller und Wettersberg;
- Pommelsbrunn mit Appelsberg, Kieselmühle, Reckenberg und Weidenmühle;
- Reichenschwand mit Leuzenberg und Oberndorf;
- Raitenberg mit Gerhelm, Henneberg, Immendorf und Münzinghof;
- Rupprechtstegen mit Lungsdorf;
- Sendelbach mit Krönhof;
- Stöppach;
- Thalheim;
- Treuf mit Kreppling und Siglitzhof;
- Unterkrumbach;
- Velden;
- Viehhofen mit Pfaffenhofen;
- Vorra;
- Wallsdorf mit Menschhof.

Am 29. September 1824 kam es zu folgenden Umgemeindungen:
- Unterkrummbach nach Kleedorf
- Hohenstein und Morsbrunn nach Algersdorf;
- Raitenberg (mit Gerhelm, Henneberg, Immendorf und Münzinghof) und Stöppach nach Treuf;
- Rupprechtsstegen (mit Lungsdorf) nach Enzendorf.[6]